# بخش کیلمس
کیلمس پارتیدو (به اسپانیایی: Partido de Quilmes) یک منطقهٔ مسکونی در آرژانتین است که در استان بوئنوس آیرس واقع شده‌است. کیلمس پارتیدو ۱۲۵ کیلومتر مربع مساحت و ۵۸۰٬۸۲۹ نفر جمعیت دارد.